# Cayman Togashi
Pour les articles homonymes, voir Togashi.
Cayman Togashi (富樫 敬真, Togashi Keiman), né le 10 août 1993 à New York aux États-Unis, est un footballeur japonais qui joue au poste d'attaquant à l'Atlanta United en MLS.

## Biographie
Avec l'équipe du Japon olympique, il participe au Tournoi de Toulon en 2016. Lors de cette compétition, il inscrit un but contre la Guinée.
Lors de la saison 2016, il inscrit cinq buts dans le championnat du Japon.